# Suburbia
Suburbia é uma série de televisão brasileira produzida e exibida pela TV Globo de 1 de novembro a 20 de dezembro de 2012, em 8 episódios. 
O texto original é de autoria de Luiz Fernando Carvalho e Paulo Lins, com direção-geral de Luiz Fernando Carvalho. Contou com Erika Januza e Fabrício Boliveira nos papéis principais.

## Enredo
Conceição (Débora Fidelix Nascimento /Érica Januza), menina pobre que deixa o interior de Minas Gerais em busca de uma vida nova, longe dos fornos de carvão. Ela foge num trem de carga para o Rio de Janeiro, onde, tempos depois, é acolhida por uma amorosa família do subúrbio carioca. Ali ela se apaixona por Cleiton (Fabrício Boliveira), o jovem trabalhador e revoltado que cresceu sem pai e vive na fronteira entre o bem e o mal. Ceição vira estrela dos bailes funk, mas não perde a pureza, reafirmando sua integridade diante dos obstáculos que a vida lhe apresenta. No cruzamento de histórias de vida presente na trama, os personagens se veem às voltas com uma questão preciosa a todos nós: como manter a noção de justiça e os princípios éticos e morais em uma era marcada por violência, desigualdades e decadência de valores?

## Elenco
- Erika Januza - Conceição Nascimento (Suburbia)[4]
- Fabrício Boliveira - Cleiton
- Dani Ornellas - Vera
- Rosa Marya Colin - Mãe Bia
- Haroldo Costa - Seu Aloysio
- Maria Salvadora - Margarida
- Cridemar Aquino - Moacyr
- Ana Kariny Gurgel - Bete
- Tatiana Tibúrcio - Amelinha
- Paulo Verlings - Lila
- Alice Coelho - Maria Rosa
- Arthur Bispo - Lourival
- Ana Pérola - Jéssica
- Flávio Rochaa - Tutuca
- Pablo Morais - Bacana
- Wallace Rocha - Dudu
- Lecão Magalona - Lulu
- Paulo Tiefenthaler - Costa
- Juliana Louise - Andreisse
- Gabriel Lima - Leandro
- Bruna Miglioranza - Sylvia
- Alex Teix - Cássio
- Jennifer Loiol - Vilma
- Mariana Alves - Regina
- Alice Morena - Débora
- Ana Luiza Quintiliano - Mariza
- Alex Brasil - Reinan
- Kenya Costta - Dona Doca
- Mário Guto - Fredo
- Luis Nascimento - Assis
- Dério Chagas - Jarbinha
- Ramon Francisco - Chico
- Marcelo Capobiango - Seu Valmir
- Ricardo Ferreira Lopes - Índio
- Maria Eduarda Soares - Lúcia
- Dhonata Augusto - Geraldinho
- Enrico Azevedo - Jorge
- Hugo Germano - Pará
- Felipe Botelho - Brasão
- Hugo Raphael de Souza - Tião
- Sérgio Ricardo Loureiro - Marcinho
- Wallace Costa - Carlinhos
- Dione dos Santos - Pastor
- Serafina Terezinha Pereira - Mãe de Conceição
- Luiz Manoel de Souza - Pai de Conceição
- Luís Delfino - Frentista
- Alex Cezario - Pastor/Aluno Sala Cleiton
- Adryano Matianellu - Aluno Sala Cleiton
- Andre Dread - Aluno Sala Cleiton
- Cassio Ardues - Aluno Sala Cleiton
- Leonardo Imperador - Aluno Sala Cleiton
- Vanessa Corrêa - Aluna Sala Cleiton
- Dadá Coelho - Professora de Cleiton
- Débora L. Fidelix Nascimento - Conceição (Criança)

## Produção
A estética realista influenciou a linguagem da minissérie como um todo. Para mantê-la mais próxima da realidade, o diretor Luiz Fernando Carvalho buscou a escalação de não atores para os papéis principais. Entre os quase 40 atores lançados em Suburbia, estão artistas dos grupos Nós do Morro e Afroreggae.
Erika Januza, até então secretária de uma escola no interior de Minas Gerais, foi a escolhida para viver a protagonista da história. Entre as participações especiais, Fabrício Boliveira, Rosa Marya Colin, Haroldo Costa, Maria Salvadora, Paulo Tiefenthaler e Dani Ornellas.

## Repercussão
Para o antropólogo Luiz Eduardo Soares, o trabalho foi um "leitura reconstrutiva da sociedade carioca, promovendo um resultado soberbo".

## Exibição
Em dezembro de 2012, a TV Globo renovou a série para uma segunda temporada para 2013, devido aos satisfatórios índices de audiência. A nova temporada teria 8 ou 10 capítulos. Porém mais tarde, o criador da série, Luiz Fernando Carvalho, anunciou o cancelamento da mesma.
A série também foi reexibida em 2 capítulos, na segunda temporada do festival Luz, Câmera, 50 Anos da TV Globo, em 19 de maio a 21 de maio de 2015, substituindo Dona Flor e seus Dois Maridos, e sendo substituída por A Mulher Invisivel.

## Trilha sonora

HQ inspirado no seriado.

A série teve uma trilha sonora composta de samba, jongo, funk, funk carioca e música romântica, representada em canções de Clementina de Jesus ("O Canto dos Escravos"), Lazir Sinval ("Vida ao Jongo"), Arlindo Cruz e Zeca Pagodinho ("Bagaço da Laranja"), MC Marcinho (“Garota Nota 100”), Roberto Carlos e Erasmo Carlos (“As Canções que Você Fez Para Mim”) e  Cartola ("As Rosas Não Falam"). Como tema de abertura foi escolhida a canção "Pra Swingar" do extinto grupo Som Nosso de Cada Dia, lançada em 1976, o produtor André Mehmari criou uma trilha incidental, o cantor e compositor Ed Motta, também colaborou com a trilha, compondo um tema inspirado nos filmes blaxploitation, compostas por artistas da música negra americana, apesar da série possuir uma trilha, a emissora não cogitou lança-la em CD.

## Versão em quadrinhos
A série foi adaptada para o formato de história em quadrinhos, pelo quadrinista Pedro Franz, publicada no formato 25,5 x 35 cm e com 64 páginas, a revista foi publicada pela LFC Produções, Globo Marcas e pelo estúdio Retina 78.

## Recepção
Para o crítico Rodrigo Fonseca. do jornal O Globo, "Luiz Fernando Carvalho desbrava a periferia no seriado ‘Subúrbia’ (...) De flerte com o realismo num registro quase documental, incomum à sua estética de tintas barrocas e verve operística, o diretor de “Hoje é dia de Maria” (2005) e “Afinal, o que querem as mulheres?” (2010) busca uma visão menos folclorizada de Madureira, Quintino e outros pontos do subúrbio".
Na avaliação de Joyce Pascowitch, da revista Glamurama, "a minissérie Suburbia é uma das melhores atrações da TV no ano".
Sobre a obra, Fernanda Furquim, da Revista Veja, opina que é "mais uma bela produção do diretor, que se destaca na Globo como um dos poucos a conseguir fazer um trabalho mais autoral."